# Écran laminé
 (mars 2024).
 (décembre 2023).
Si vous disposez d'ouvrages ou d'articles de référence ou si vous connaissez des sites web de qualité traitant du thème abordé ici, merci de compléter l'article en donnant les références utiles à sa vérifiabilité et en les liant à la section « Notes et références ».
Un écran laminé est une technique où différentes couches de l'écran (verre, panneau LCD et parfois la couche tactile) sont fusionnées en une seule unité. L'objectif principal de cette fusion est de réduire les reflets et d'améliorer la précision des couleurs en réduisant l'espace entre les différentes couches.

## Invention
Il n'y a pas une seule marque spécifique qui a été la première à implémenter les écrans laminés, car cette technique a évolué au fil du temps grâce aux contributions de divers fabricants électroniques. Cependant, des marques bien connues telles que Apple ont été parmi les premières à adopter et à populariser l'utilisation d'écrans laminés dans certains de leurs produits, améliorant ainsi la qualité visuelle et la durabilité des écrans.

## Fonctionnement

### La technique utilisée avant l'arrivée des écrans laminés.

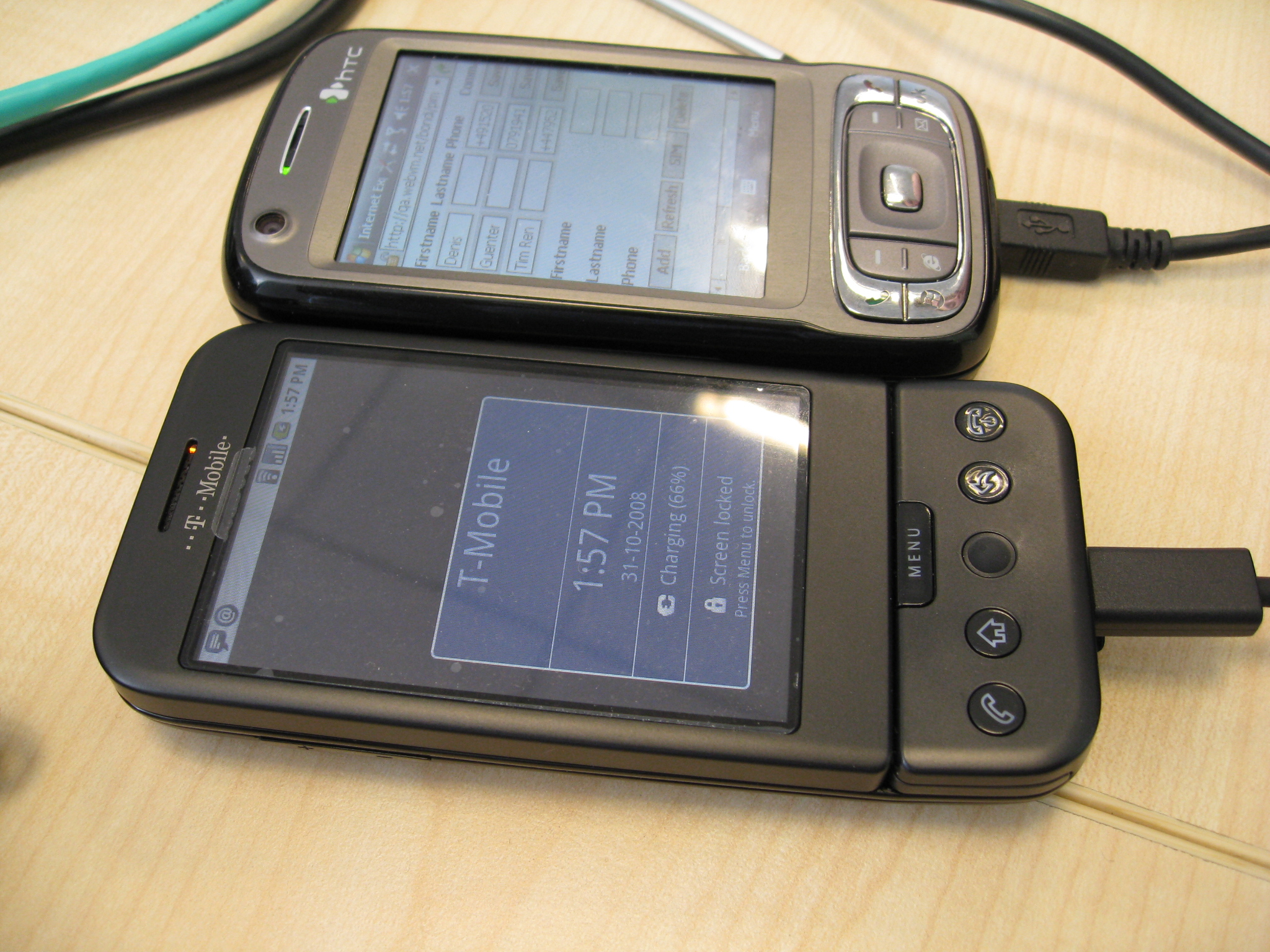
Les premières générations de smartphones avaient des écrans traditionnels non laminés.

Les écrans conventionnels non laminé sont conçus avec l'écran situé en bas, tandis que l'écran tactile et la couche de verre supérieure sont collés ensemble. Cette disposition crée un espace d'air entre les deux couches, ce qui peut entraîner des perturbations dans la qualité de l'image affichée.
Lorsque la lumière passe à travers cet espace d'air, elle peut être altérée, ce qui a un impact sur l'apparence de l'image produite. Les perturbations de lumière peuvent causer des variations de contraste, de netteté et de couleurs, affectant ainsi l'expérience visuelle globale. Imaginez regarder un film ou jouer à un jeu vidéo sur un écran dont la qualité visuelle est dégradée par ces perturbations lumineuses - cela pourrait réduire considérablement le plaisir et l'immersion.

### Explication du fonctionnement de l'écran

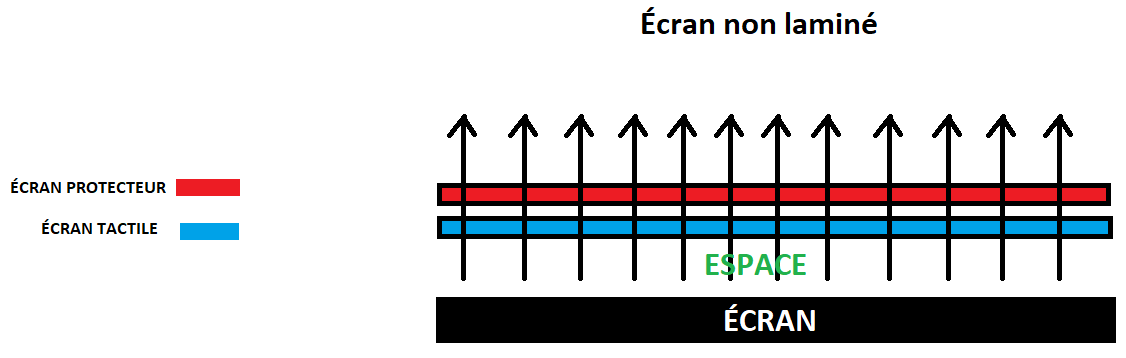
Schéma d'un écran non laminé.

#### Écran non laminé
Dans les écrans conventionnels non laminés, l'écran tactile et la couche de verre supérieure sont assemblés avec l'écran situé en dessous. Cette disposition crée un vide d'air entre les deux couches, entraînant des perturbations dans la transmission de la lumière à travers l'écran. Ces interférences nuisent à la qualité de l'image affichée.

#### Écran laminé

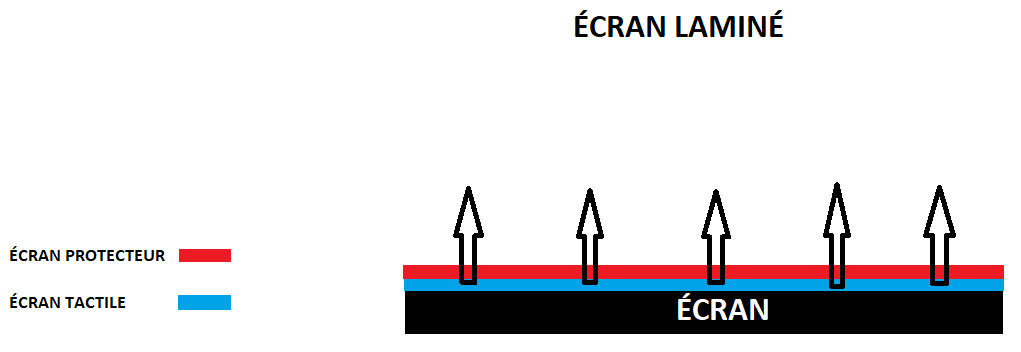
Schéma d'un écran laminé.

Dans les appareils modernes dotés d'écrans laminés, il y a trois couches, comprenant l'écran, le panneau tactile et la couche supérieure en verre, sont fusionnées en une seule pièce de manière transparente. Le processus de laminage implique d'abord la fusion de la couche supérieure avec le panneau tactile, puis l'intégration de l'écran. La colle utilisée dans ce processus reste invisible dans le résultat final, créant un écran sans couture.

## Avantages

### la réduction de l'épaisseur

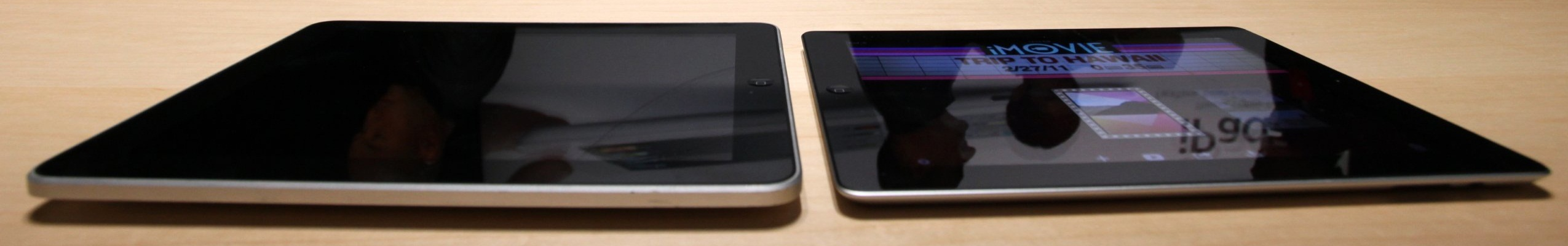
Le développement des écrans laminés a considérablement réduit l'épaisseur des appareils avec écran

Le développement des écrans laminés a joué un rôle déterminant dans la réduction de l'épaisseur des appareils dotés d'écrans. Grâce à cette technique, les différentes couches, telles que l'écran, le panneau tactile et la couche supérieure en verre, sont intégrées de manière plus compacte, éliminant ainsi la nécessité d'un espace d'air entre elles

### Une meilleure résolution
Comparé aux anciens smartphones où l'écran semblait légèrement en retrait, les écrans laminés offrent une qualité d'affichage supérieure. L'impression de regarder à travers une couche supérieure disparaît, et l'image apparaît directement sur le verre, procurant une clarté et une luminosité accrues grâce à l'absence d'espace d'air entre les couches, éliminant ainsi la réfraction et l'interférence de la lumière.

### Visibilité en extérieur et poussière dans l'écran.

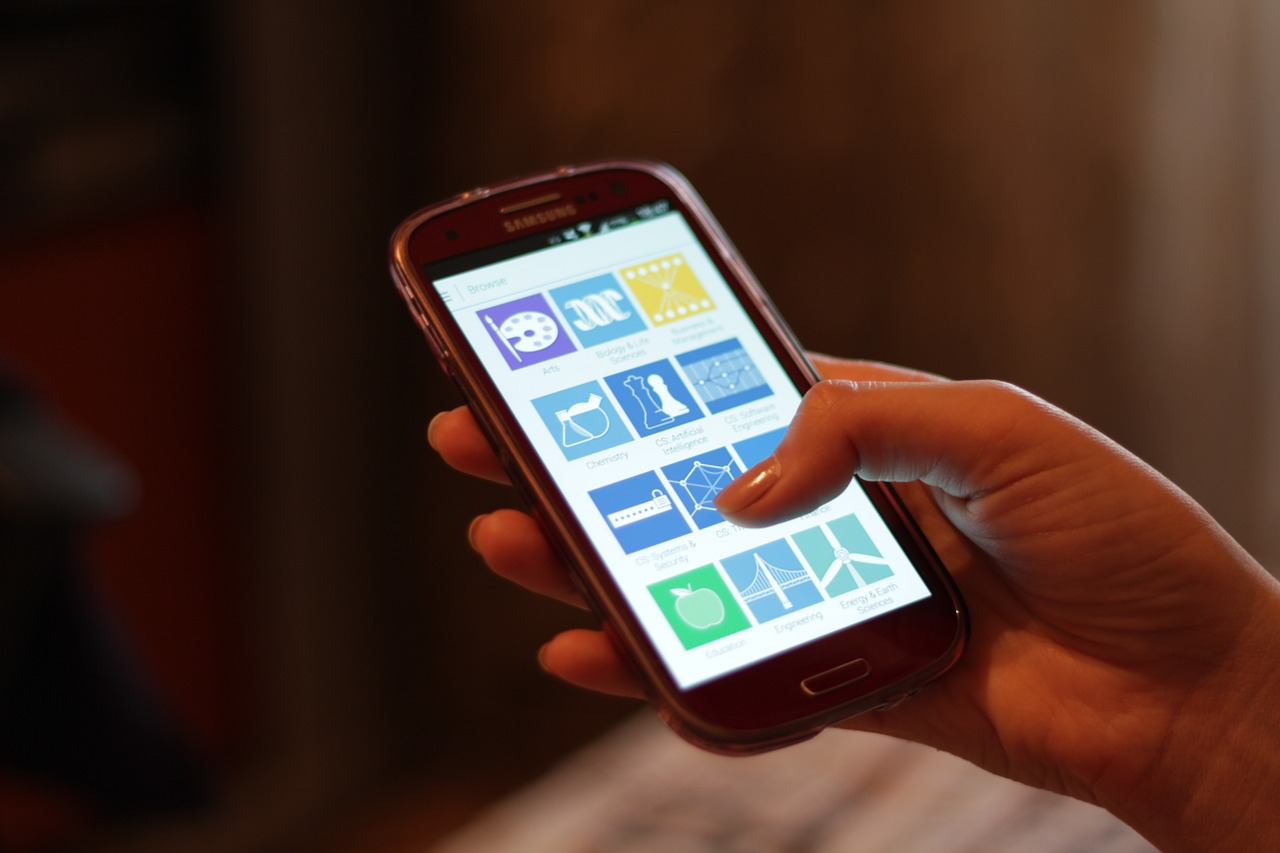
Les écrans laminés offrent une meilleure visibilité dans un espace lumineux.

Avec le temps, des particules de poussière s'accumulent dans l'espace d'air de l'écran, affectant son apparence. Le laminage de l'écran résout ce problème, offrant une meilleure visibilité dans des environnements lumineux et en plein soleil, tout en éliminant le besoin d'ouvrir l'appareil pour le nettoyer.

### Atténuation du son creux
les tablettes laminées ne parviennent pas à éliminer totalement ce son, mais parviennent à réduire considérablement l'effet creux, offrant ainsi une expérience plus agréable lors de l'utilisation du stylet.

### Résolution du problème de parallaxe

La parallaxe sur les écrans se traduit par un décalage entre le point de clic et l'emplacement réel d'affichage, souvent causé par l'écart entre le verre supérieur et la couche d'affichage.

Le phénomène de la parallaxe sur les écrans est un problème de précision résultant d'une distance entre le clic et l'emplacement effectif d'affichage, principalement attribuable à l'espace entre le verre supérieur et la couche d'affichage.Cette issue est moins prononcée sur les iPads et la plupart des tablettes Android en raison de leurs écrans plus petits, mais devient plus marquée sur les tablettes à dessin professionnelles dotées d'écrans plus grands. Pour remédier à la parallaxe, des fabricants tels que XP Pen ont lancé des tablettes graphiques avec écran laminé, une évolution suivie par d'autres marques comme Huion et Wacom. Actuellement, la plupart des nouvelles tablettes à dessin sont dotées d'écrans laminés, éliminant ainsi le problème de parallaxe.

## Désavantages

### Réparation et son prix
La fragilité des appareils électroniques les rend vulnérables aux dommages, surtout sur les modèles plus anciens où il suffit de remplacer la vitre supérieure en cas de casse, entraînant des coûts de réparation minimes. Cependant, avec les écrans laminés, la nécessité de remplacer l'intégralité de l'écran en cas de bris, même si le reste fonctionne parfaitement, entraîne des coûts de remplacement considérablement plus élevés.